# Bonjeania zwicki
Bonjeania zwicki är en tvåvingeart som beskrevs av Shaun L. Winterton 2007. Bonjeania zwicki ingår i släktet Bonjeania och familjen stilettflugor. Inga underarter finns listade.